# Chürelbaataryn Chasch-Erdene
Chürelbaataryn Chasch-Erdene (mongolisch Хүрэлбаатарын Хаш-Эрдэнэ; * 14. November 1983) ist ein ehemaliger mongolischer Skilangläufer. 

## Karriere
Chasch-Erdene nahm von 2003 bis 2010 an Wettbewerben der Fédération Internationale de Ski teil. Bei der nordischen Skiweltmeisterschaft 2005 in Oberstdorf belegte er den 111. Rang über 15 km Freistil und den 72. Rang im Sprint. Bei den Olympischen Winterspielen 2006 in Pragelato  erreichte er den 85. Platz über 15 km klassisch. Sein erstes von insgesamt zwei Weltcuprennen lief er im November 2008 in Kuusamo, welches er mit dem 82. Rang im Sprint beendete. Bei der nordischen Skiweltmeisterschaft 2009 in Liberec kam er auf den 107. Rang im Sprint. Bei den Olympischen Winterspielen 2010 in Vancouver errang er den 87. Platz über 15 km Freistil.